# Liste de films français sortis dans les années 1920
Voici la liste des films du cinéma français des années 1920. Ces films appartiennent à l'Histoire du cinéma français.

## 1920
- Au travail de Henri Pouctal
- Barrabas de Louis Feuillade
- L'Hirondelle et la Mésange de André Antoine
- Suzanne et les Brigands de Charles Burguet

## 1921
- L'Atlantide de Jacques Feyder
- El Dorado de Marcel L'Herbier
- La Terre d'André Antoine
- Les Trois Mousquetaires de Henri Diamant-Berger
- Les Trois Masques d'Henry Krauss

## 1922
- Crainquebille de Jacques Feyder
- Don Juan et Faust de Marcel L'Herbier
- Gaëtan ou le Commis audacieux de Louis Feuillade
- Nanouk l'Esquimau de Robert Flaherty

## 1924
- L'Inhumaine de Marcel L'Herbier
- Catherine ou Une vie sans joie de Albert Dieudonné et  Jean Renoir
- Entr'acte de René Clair
- Kean ou Désordre et génie de Alexandre Volkoff
- Le Miracle des Loups de Raymond Bernard
- Le Vert galant de René Leprince

## 1925
- Le Bossu de Jean Kemm
- Le Cœur des gueux d'Alfred Machin et Henry Wulschleger
- Le Roi de la pédale de Maurice Champreux
- Paris qui dort de René Clair

## 1926
- Michel Strogoff de Victor Tourjansky
- Nana de Jean Renoir

## 1927
- André Cornélis de Jean Kemm
- Belphégor de Henri Desfontaines
- Napoléon de Abel Gance
- La P'tite Lili de Alberto Cavalcanti

## 1928
- La Chute de la maison Usher de Jean Epstein
- L'Eau du Nil de Marcel Vandal - (premier film sonore français)
- L'Équipage de Maurice Tourneur
- La Passion de Jeanne d'Arc  de Carl Theodor Dreyer
- La Petite Marchande d'allumettes  de Jean Renoir
- Tire-au-flanc de Jean Renoir
- Un chapeau de paille d'Italie de René Clair

## 1929
- Ces dames aux chapeaux verts de André Berthomieu
- Le Collier de la reine de Gaston Ravel et Tony Lekain
- La Marche nuptiale de André Hugon
- Mon béguin de Hans Behrendt
- Nogent, Eldorado du dimanche de Marcel Carné
- Les Nouveaux Messieurs de Jacques Feyder
- La nuit est à nous  de Roger Lion
- Le Requin de Henri Chomette
- Robinson Junior de Alfred Machin
- Les Trois Masques d'André Hugon (premier film parlant français)
- Un soir au Cocktail's Bar de Roger Lion